# 十三本町
十三本町（じゅうそうほんまち）は、大阪府大阪市淀川区にある町名。現行行政地名は十三本町一丁目から十三本町三丁目。

## 地理
淀川区の南部に位置し、十三地域に属している。東に十三東、西と北に十三元今里、南に新北野と接している。

## 世帯数と人口
2019年（令和元年）9月30日現在の世帯数と人口は以下の通りである。
| 丁目           | 世帯数    | 人口    |
| -------------- | --------- | ------- |
| 十三本町一丁目 | 1,123世帯 | 1,413人 |
| 十三本町二丁目 | 766世帯   | 1,100人 |
| 十三本町三丁目 | 692世帯   | 1,184人 |
| 計             | 2,581世帯 | 3,697人 |

### 人口の変遷
国勢調査による人口の推移。
| 1995年（平成7年）  | 2,838人 | [ 5 ] |  |
| 2000年（平成12年） | 2,667人 | [ 6 ] |  |
| 2005年（平成17年） | 2,957人 | [ 7 ] |  |
| 2010年（平成22年） | 2,948人 | [ 8 ] |  |
| 2015年（平成27年） | 3,655人 | [ 9 ] |  |

### 世帯数の変遷
国勢調査による世帯数の推移。
| 1995年（平成7年）  | 1,422世帯 | [ 5 ] |  |
| 2000年（平成12年） | 1,446世帯 | [ 6 ] |  |
| 2005年（平成17年） | 1,705世帯 | [ 7 ] |  |
| 2010年（平成22年） | 1,748世帯 | [ 8 ] |  |
| 2015年（平成27年） | 2,366世帯 | [ 9 ] |  |

## 学区
市立小・中学校に通う場合、学区は以下の通りとなる。なお、小学校・中学校入学時に学校選択制度を導入しており、通学区域以外に淀川区にある以下の通学区域に隣接する校区にある小学校・中学校から選択することも可能。
| 丁目           | 番   | 小学校             | 中学校               |
| -------------- | ---- | ------------------ | -------------------- |
| 十三本町一丁目 | 全域 | 大阪市立神津小学校 | 大阪市立新北野中学校 |
| 十三本町二丁目 | 全域 | 大阪市立神津小学校 | 大阪市立新北野中学校 |
| 十三本町三丁目 | 全域 | 大阪市立神津小学校 | 大阪市立新北野中学校 |

## 事業所
2016年（平成28年）現在の経済センサス調査による事業所数と従業員数は以下の通りである。
| 丁目           | 事業所数  | 従業員数 |
| -------------- | --------- | -------- |
| 十三本町一丁目 | 301事業所 | 2,429人  |
| 十三本町二丁目 | 98事業所  | 1,855人  |
| 十三本町三丁目 | 45事業所  | 1,955人  |
| 計             | 444事業所 | 6,239人  |

## 交通

### 道路
- 国道176号
- 大阪府道16号大阪高槻線（淀川通）
- 大阪府道41号大阪伊丹線（十三筋）

### 鉄道
域内には駅はないが、阪急電鉄の十三駅（十三東に所在）が徒歩圏内である。

### バス
- 大阪シティバス・阪急バス 十三停留所

## 施設
- 淀川警察署
- ハローワーク 淀川
- 履正社医療スポーツ専門学校
- 淀川十三本町郵便局
- みずほ銀行 十三支店
- 三井住友銀行 十三支店
- 三菱UFJ銀行 十三支店
- 伊予銀行 大阪北支店
- 大阪厚生信用金庫 十三支店
- 北おおさか信用金庫 本部・十三営業部
- 武田薬品工業 大阪工場
- 第七藝術劇場
- 長安寺
- 業務スーパー 十三店
- 阪急観光バス大阪営業所
- 喜八洲総本舗 本店

## その他

### 日本郵便
- 〒532-0024[3]（集配局：淀川郵便局[13]）